# Stato tecnico
Lo stato tecnico è una forma di governo teorizzata inizialmente dal sociologo tedesco Helmut Schelsky come possibile prodotto della terza rivoluzione industriale.
Consiste in un ordinamento statale in cui i ministri sono nominati per mezzo di concorso e scatti di anzianità, per meriti derivanti dal proprio operato, nello svolgimento delle proprie funzioni e competenze in amministrazione pubblica.
Si distingue dalla tecnocrazia, poiché non prevede un "governo dei tecnici", ma piuttosto un regime in cui i politici sono sottomessi agli automatismi e alle costrizioni della tecnica. Come ha scritto appunto Schelsky, "lo stato tecnico, senza essere antidemocratico, toglie la sua sostanza alla democrazia". Per questo lo Stato tecnico è stato inserito nel filone della postdemocrazia.

## Caratteri ideali
Tale forma di Stato prevede: 
1. Un sistema economico ed economico-sociale fondato sul libero mercato;
2. La separazione dei poteri;
3. Un presidenzialismo di breve durata (un massimo di 3 anni), il cui presidente o monarca ha pieni poteri di tipo interventista e decisionista, controllati dal Consiglio di Stato, composto dal comitato di saggi e dai ministri;
4. Comuni come mere ed essenziali agenzie territoriali di monitoraggio e di applicazione delle leggi sul territorio, facenti capo allo Stato Centrale, al fine di consentire il rapporto diretto, ma non clientelare, del cittadino, anche quale utente, usufruente ed interagente con la Pubblica Amministrazione (P.A.);
5. Province conglobate e limitate all'unica competenza di coordinamento dei Comuni, per questioni urbanistiche;
6. Regioni anch'esse conglobate alla struttura interna dello Stato Centrale, in forma interministeriale, aventi per unica competenza il coordinamento delle province, onde consentire l'efficienza e l'ottimizzazione dei costi e dei rapporti col personale della P.A.;
7. Un sistema giudiziario garantista, eticamente fondato sul valore morale della meritocrazia, cui le leggi e le norme, per esser applicate e avere valore effettivo, debbono attenersi;
8. Eunomia, ossia buongoverno, modello amministrativo che non consente ad enti pubblici di svolgere alcuna iniziativa commerciale e nessun debito, basata su procedimento atto all'ottimizzazione dei costi e all'efficienza dei lavoratori della P.A. ;
9. Eunomia fiscale, in cui il contribuente sceglie in modo autonomo di destinare il 100% dei propri contributi deflettenti la dichiarazione dei redditi, ai settori ed ai capitolati inerenti attività pubbliche e sociali, che questi ritenga più opportuno; in taluni casi è previsto l'obbligo di destinare parte degli emolumenti in forma redistributiva - procapite, a tutti i cittadini, anche minorenni e naturalizzati, in modo da assicurare l'esistenza e la funzionalità del mercato e del cittadino-consumatore;
10. Democrazia diretta e partecipativa, fondata sul sistema di voto referendario, in modo che sia il cittadino adulto a legiferare, in modo maggioritario, su proposte di leggi, provenienti dalla società civile, organizzata in forma di associazioni (comitati referendali) o comunque nelle forme preventivamente previste dalla Costituzione;
11. Assenza di parlamento e di politici, in modo antitetico al sistema di democrazia rappresentativa e parlamentare.

## Sostenitori dello stato tecnico
I partiti sostenitori di tale ideologia si definiscono liberali e legalitari, riconoscendosi nell'ideologie del liberismo e dell'illuminismo, collocandosi nell'Internazionale Liberale e, per quelli di origine europea, nel gruppo europarlamentare dell'ELDR-ALDE- Europei Liberali, Democratici e Riformisti.
In Italia la prima caratterizzazione si ebbe quale corrente all'interno del Partito Liberale Italiano, manifestatasi soprattutto nel periodo postumo a Giolitti.
Successivamente alcuni intellettuali decisero di formare associazioni, con lo scopo di istituire pressioni politiche a partiti repubblicani, schierandosi a sostegno del (neonato) Partito Nazionale Fascista, durante la sua prima competizione elettorale democratica, che in origine aveva tali scopi, poi convertiti al nazionalsocialismo.
Durante la nascita della Carta Costituzionale dell'Italia repubblicana, e per alcuni anni, monopolizzò l'attenzione, un movimento politico denominato Fronte dell'Uomo Qualunque, che per mezzo del suo organo di stampa propugnava la necessità dello Stato tecnico, solo in parte ripresa da Benedetto Croce, che però non volle mai suggellare accordo coi "Qualunquisti", che, in epoca nazi-fascista, furono tacciati di anti-patriottismo.
Negli anni della "ricostruzione", alcuni intellettuali, attivisti e statisti, del Partito Repubblicano Italiano, che facevano capo a Randolfo Pacciardi, fecero tali rivendicazioni, pronunciandosi per uno Stato tecnico, almeno provvisorio.
Successivamente entrando Pacciardi in contrapposizione personale con Ugo La Malfa, lo stesso PRI ritornò sul modello del liberismo sociale.
Ma i sostenitori dello Stato tecnico si trovarono poi a sostenere Giovanni Malagodi del PLI, proprio nel periodo in cui il partito registrò il suo massimo storico in termini elettorali (7%), e ciò condizionò, a sinistra e tra i comunisti del PCI, nelle forme embrionali quel modello definito poi "migliorista", che però non si basava sul libero mercato, bensì sull'idea che tutte le aziende dovessero essere statali e che talune partecipazioni potessero aprirsi a privati.